# 史瓘
史瓘（1423年—？），字德輝，直隸淮安府山陽縣人，民籍，明朝政治人物。進士出身。

## 生平
應天府鄉試第三十名舉人。景泰五年（1454年）甲戌科會試第一百二十八名，殿試登進士第二甲第十五名。

## 家族
曾祖史彥中。祖父史叔謙。父亲史存澤。